# عمادالدین اصفهانی
محمد بن محمد بن حامد اصفهانی معروف به عمادالدین کاتبِ اصفهانی (جمادی الثانی یا شعبان ۵۱۹ هجری- ۱ رمضان ۵۹۷ هجری)(۱۱۲۵–۱۲۰۱ میلادی) مورخ و دانشمند فارسی‌زبان بود که مجموعه شعری بسیار مهم به زبان عربی به همراه کتب مهم تاریخی از او به جای مانده‌است. او همچنین رئیس دیوان در دودمان زنگیان و ایوبیان بوده‌است. عمادالدین در جنگ‌های صلیبی همراه صلاح‌الدین ایوبی حضور داشت.

## زندگی
وی در خاندانی دیوانی در اصفهان متولد شد. در سال ۵۳۴ همراه پدرش به بغداد رفت و در نظامیه بغداد به تحصیل پرداخت. همچنین، سه سال در مدرسه شافعی  در بغداد فقه آموخت. از سال ۵۵۰ هجری مناصب دیوانی در بخش‌های جنوبی عراق نظیر واسط و بصره را عهده‌دار شد و نهایتاً معاون ابن هبیره وزیر عباسیان گردید، تا آنکه ابن هبیره در سال ۵۶۰ درگذشت. وی مدتی دستگیر و سپس آزاد شد و در سال ۵۶۲ به جانب شام رفت. در دمشق وی مورد حمایت کمال الدین شهرزوری، وزیر نورالدین زنگی، قرار گرفت. در ابتدا به عنوان رئیس دیوان انشاء استخدام شد و بتدریج در دیوان ارتقا یافت. با قدرت گرفتن صلاح الدین ایوبی، به واسطه دوستی پدر و عموی صلاح الدین با عموی عمادالدین و نیز با حمایت وزیر وی، قاضی فاضل، وی موقعیتی در دربار صلاح الدین یافت و منشی او شد. عمادالدین، جز زمان کوتاهی، پیوسته با صلاح الدین بود و امور مربوط به مکاتبات، قراردادها، انتصابات و ارتباط با سفیران فارسی‌زبان را بر عهده داشت. با مرگ صلاح الدین در سال ۵۸۹، جایگاه عمادالدین از دست رفت و جز برخی امور دیپلماتیک برای العادل سیف الدین، برادر صلاح الدین، وقت خود را تا زمان مرگ به کتابت سپری کرد.

## آثار
عمادالدین اصفهانی صاحب آثار زیر می‌باشد:
- خریده القصر و جریده العصر در ده جلد
- الفتح القسی فی الفتح القدسی
- البرق الشامی در تاریخ در هفت جلد
- بستان الجامع للتواریخ الزمان
- دیوان شعر در چهار جلد
- نصره الفتره و عصره الفطره
- السیل علی الذیل در سه جلد
- العتبی و العقبی
- نحله الرحله